# فيليكس أودوخاي
فيليكس أودوخاي (بالألمانية: Ohis Felix Uduokhai)‏ (مواليد 9 سبتمير 1997) هو لاعب كرة قدم ألماني يلعب كمدافع في نادي فولفسبورغ.

## روابط خارجية
- فيليكس أودوخاي على موقع الاتحاد الأوربي (الإنجليزية)
- فيليكس أودوخاي على موقع قاعدة بيانات كرة القدم.إي يو (الإنجليزية)
- فيليكس أودوخاي على موقع Soccerway.com (الإنجليزية)
- فيليكس أودوخاي على موقع عالم كرة القدم.نت (الإنجليزية)
- فيليكس أودوخاي على موقع أوليمبيديا (الإنجليزية)
- فيليكس أودوخاي على موقع اللجنة الأولمبية الألمانية (الألمانية)